# Internationale Fechtmeisterschaften 1923
Die Internationalen Fechtmeisterschaften 1923 waren die dritte Austragung der heute als Weltmeisterschaft anerkannten Wettbewerbe im Fechten und fanden in der niederländischen Stadt Den Haag statt. Das von der Fédération Internationale d’Escrime organisierte Turnier wurde offiziell als Europameisterschaft ausgetragen, jedoch waren auch Fechter aus nichteuropäischen Staaten zugelassen. 1937 wurden die Veranstaltungen offiziell in Weltmeisterschaft umbenannt, die Internationalen Fechtmeisterschaften 1923 wurden rückwirkend als dritte Weltmeisterschaft anerkannt.

## Resultate der Männer

### Degen, Einzel
| Platz | Land        | Sportler       |
| ----- | ----------- | -------------- |
| 1     | Niederlande | Wouter Brouwer |
| 2     | Niederlande | Arie de Jong   |
| 3     | Frankreich  | Roger Ducret   |

### Säbel, Einzel
| Platz | Land        | Sportler               |
| ----- | ----------- | ---------------------- |
| 1     | Niederlande | Arie de Jong           |
| 2     | Frankreich  | Marc Perrodon          |
| 3     | Niederlande | Henri Wijnoldy-Daniëls |

## Medaillenspiegel
| Platz | Land        | Gold | Silber | Bronze | Gesamt |
| ----- | ----------- | ---- | ------ | ------ | ------ |
| 1     | Niederlande | 2    | 1      | 1      | 4      |
| 2     | Frankreich  | 0    | 1      | 1      | 2      |